# 敬一丹
敬一丹（1955年4月27日—），黑龙江省哈尔滨市人，中国中央电视台节目主持人，中华全国妇女联合会会员，毕业于北京广播学院（今中国传媒大学）。敬一丹也是中国广播电视学会播音主持委员会副理事长、中国电视艺术家协会主持人委员会副会长、北京大学电视研究中心特聘研究员、中国传媒大学兼职教授、第九、十届全国政协委员以及第十一届全国人民代表大会江西地区代表。

## 生平
1955年，敬一丹出生在黑龙江省哈尔滨市。文化大革命时期的上山下乡运动，她在农村当了知识青年。1976年文化大革命结束后，敬一丹回到黑龙江省，进入北京广播学院（今中国传媒大学）。1979年在北京广播学院毕业后，被分配到家乡黑龙江人民广播电台当播音员。1983年，敬一丹考取了北京广播学院的研究生，毕业后留在学校里执教。1988年，敬一丹出任中国中央电视台记者和节目主持人，先后在经济部（现财经频道节目中心）、新闻评论部（现隶属于央视新闻中心）工作。
2015年4月30日，年满60岁的敬一丹在主持完个人最后一期《焦点访谈》之后，正式退休。2019年，敬一丹出任中央广播电视总台2019主持人大赛专业评审。

## 主持节目
- 《焦点访谈》
- 《经济半小时》
- 《一丹话题》
- 《东方时空》
- 《新闻调查》

## 所著书籍
- 《我遇到你》
- 《那年那信》
- 《我 末代工农兵学员》

## 家庭
敬一丹的丈夫王梓木是她在考场上认识的，当时敬一丹考取了北京广播学院，王梓木考取了清华大学经济系。两人于1985年10月结婚。敬一丹曾这样形容自己的丈夫：“宽容和自信结合到同一个男人身上的时候，这个男人就称得上是一个完美的男人、一个很有魅力的男人了。”王梓木于1994年担任国家经贸委综合司副司长。1996年辞去公职后，创立华泰保险并担任董事长。
敬一丹与王梓木养有一女，名叫“王尔晴”，高中毕业后被父母送到国外深造，并以优异成绩完成学业。2011年与来自苏格兰的小伙Nick结婚。

## 奖项
敬一丹连续三届获得中国电视节目主持人金话筒奖。

## 评价
- 敬一丹自谓：“面对真正的坏人，我斗不过，面对好人无心犯了错，我又不忍心。就我个人而言，从小就比别人笨，也比别人慢，上学时从来没有什么出类拔萃的风光。我身上传统的东西很多，因袭的负担也很重。我可能缺少了某种新锐之气，但我确实已经很难一惊一乍的了。”[8]
- 杨澜：“一般女主持人，都难脱一个‘媚’字，而在我认识的众多女主持人中，敬一丹是不以‘媚’取人的。”[8]
- 北京广播学院教授：“敬一丹对生活中的许多事情都感受得很浓很深，可在面对观众时，她又能把事情表达得很平和很清淡。”[8]
- 白岩松《痛并快乐着》：“我很庆幸，能与敬一丹、水均益、方宏进、崔永元成为搭档……我们习惯称敬一丹为敬大姐，这不仅是因为她在我们5个人中年岁最大，还因为她的确是大姐的样子。”，[1]“敬大姐的心很软，即使是批评性的报道她也是商量性的口吻，而在采访需要提一些尖锐性问题时，敬大姐总是狠不下心来，这使得敬大姐在我们这个经常流露出‘尖酸刻薄’的团队中多少显得有点与众不同。”[1]